# Ampulex collator
Ampulex collator är en  stekelart som beskrevs av Bradley 1934. Ampulex collator ingår i släktet Ampulex och familjen Ampulicidae. Inga underarter finns listade i Catalogue of Life.